# Delphinium fissum
Delphinium fissum là một loài thực vật có hoa trong họ Mao lương. Loài này được Waldst. & Kit. mô tả khoa học đầu tiên năm 1801.

## Hình ảnh

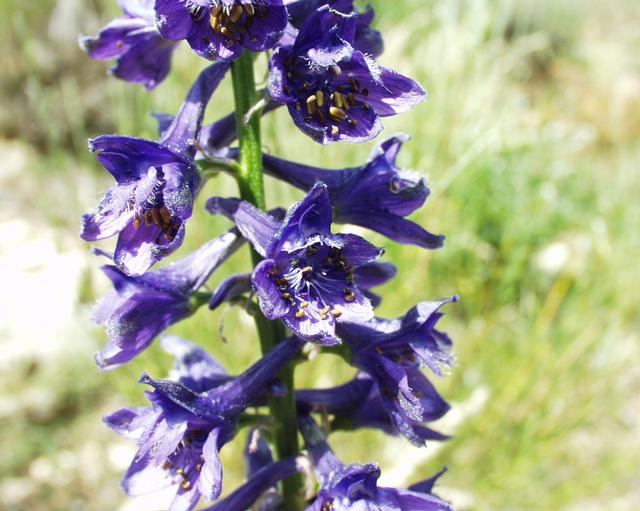
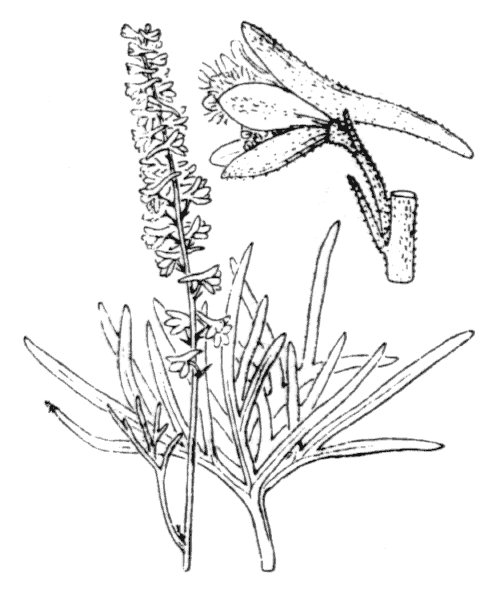
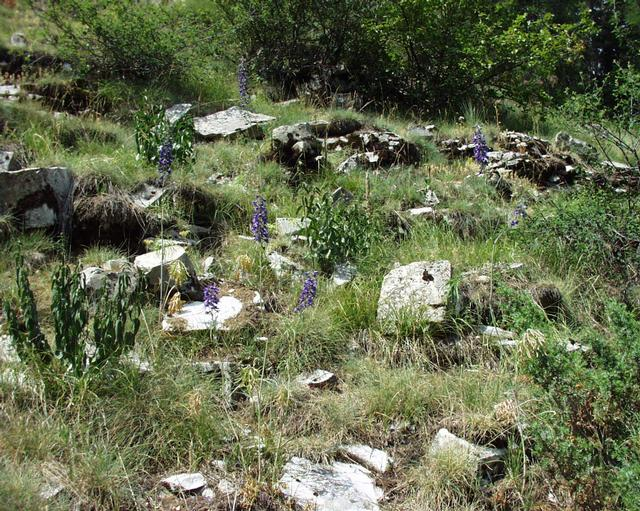
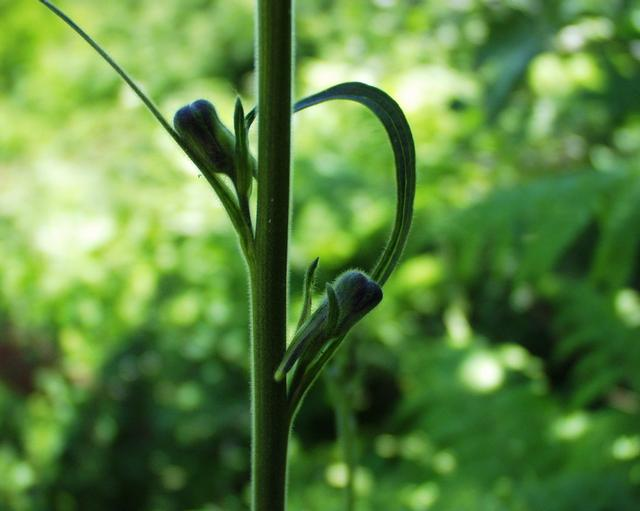